# Józef Znamirowski
Józef Znamirowski ( 14. srpna 1839 – 17. srpna 1906 Krynica-Zdrój) byl rakouský politik polské národnosti z Haliče, na přelomu 19. a 20. století poslanec Říšské rady.

## Biografie
Zúčastnil se bojů během lednového povstání v roce 1863. Měl ženu a pět dětí.
Byl i poslancem Říšské rady (celostátního parlamentu Předlitavska), kam usedl ve volbách do Říšské rady roku 1897 za kurii všeobecnou v Haliči, 4. volební obvod: Nowy Sącz atd. Ve volebním období 1897–1901 se uvádí jako rytíř Josef von Znamirowski-Rawicz, statkář a starosta, bytem Krynica-Zdrój.
Ve volbách roku 1897 je uváděn jako polský kandidát, tedy kandidát Polského klubu.
Zemřel v srpnu 1906.